# Cataleptoneta sbordonii
Cataleptoneta sbordonii là một loài nhện trong họ Leptonetidae.
Loài này thuộc chi Cataleptoneta. Cataleptoneta sbordonii được P. M. Brignoli miêu tả năm 1968.